# Наосари
Наосари (груз. ნაოსარი) — село в Грузии, на территории Тетрицкаройского муниципалитета края (мхаре) Квемо-Картли.

## География
Село находится в юго-восточной части Грузии, на восточном склоне Триалетского хребта, на расстоянии приблизительно 19 километров (по прямой) к северу от города Тетри-Цкаро, административного центра муниципалитета. Абсолютная высота — 1522 метра над уровнем моря.

## Население
По результатам официальной переписи населения 2014 года постоянное население в Наосари отсутствовало.
| Год  | Население, человек |
| ---- | ------------------ |
| 2002 | 24                 |
| 2014 | ↘ 0                |